# Rudolf Jusits
Rudolf Jusits (* 29. Dezember 1948 in Stegersbach (Burgenland); † 24. Juni 2005 in Pürbach) war ein österreichischer Bühnen- und Fernseh-Schauspieler und Bühnen- und Fernseh-Regisseur.

## Leben und Werk

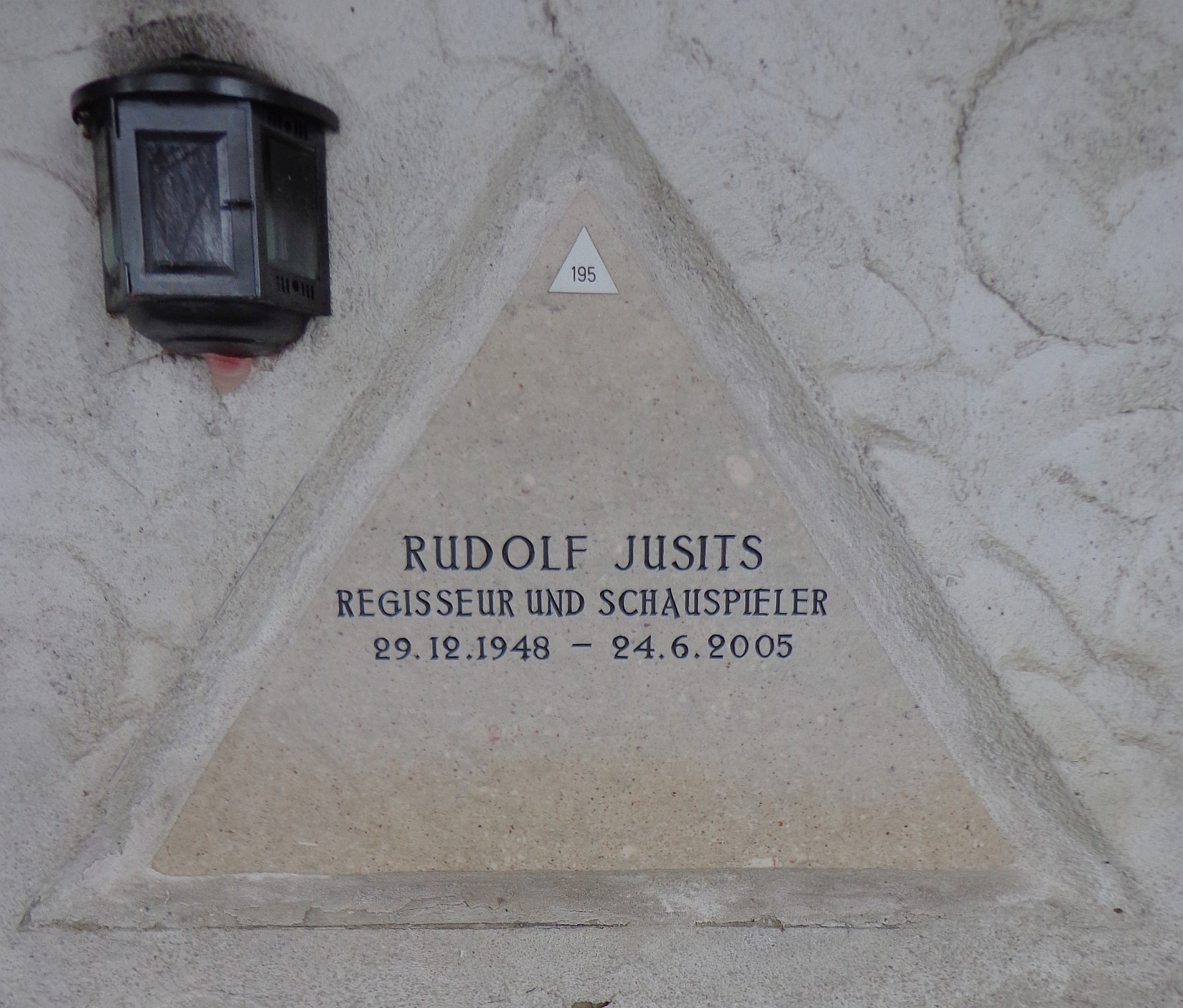
Urnengrab von Rudolf Jusits im Urnenhain der Feuerhalle Simmering.

Rudolf Jusits studierte am Reinhardt-Seminar in Wien. Nach einer Karriere an Wiener Kellertheatern (Komödianten am Börseplatz, Theater der Courage) war Jusits an zahlreichen großen Bühnen in Österreich (Burgtheater, Volkstheater, Theater in der Josefstadt) und Deutschland engagiert. Für seine Leistungen als Schauspieler und Regisseur wurde er unter anderem mit dem Förderungspreis zur Kainzmedaille sowie mit dem Karl Skraup-Preis ausgezeichnet. Einer breiteren Öffentlichkeit ist Jusits vor allem durch seine Regie für die populäre Fernsehserie Ein echter Wiener geht nicht unter (Folgen 14–16) sowie als Schauspieler der Figur Peter Allinger in der ersten Folge der Fernsehserie Alpensaga bekannt. Weiters war er im Film Jakob der Letzte als Florian Hüttenmoser zu sehen. Jusits starb im Alter von 56 Jahren bei Proben zu Johann Nestroys Zerrissenem. Er ist in der Feuerhalle Simmering in Wien bestattet.
Für die Inszenierung von Tom Kempinskis Schauspiel Zündstoff (Originaltitel Flashpoint), die am 22. September 1988 im Volkstheater Premiere hatte, wurde Jusits als Regisseur mit dem Karl-Skraup-Preis ausgezeichnet. Die Aufführung wurde vom ORF-Fernsehen aufgezeichnet.

## Auszeichnungen
- Förderungspreis zur Kainzmedaille als Schauspieler, 1972
- Förderungspreis zur Kainzmedaille als Regisseur, 1975
- Preis des Wiener Kunstfonds für darstellende Kunst, 1975
- Preis des Bundesministeriums für Unterricht und Kunst für die Inszenierung von Peter Turrinis Die Wirtin am Volkstheater, 1976
- Karl-Skraup-Preis für Regie, 1988/89
- Karl-Skraup-Preis als bester Schauspieler, 1997/98